# Kocsi

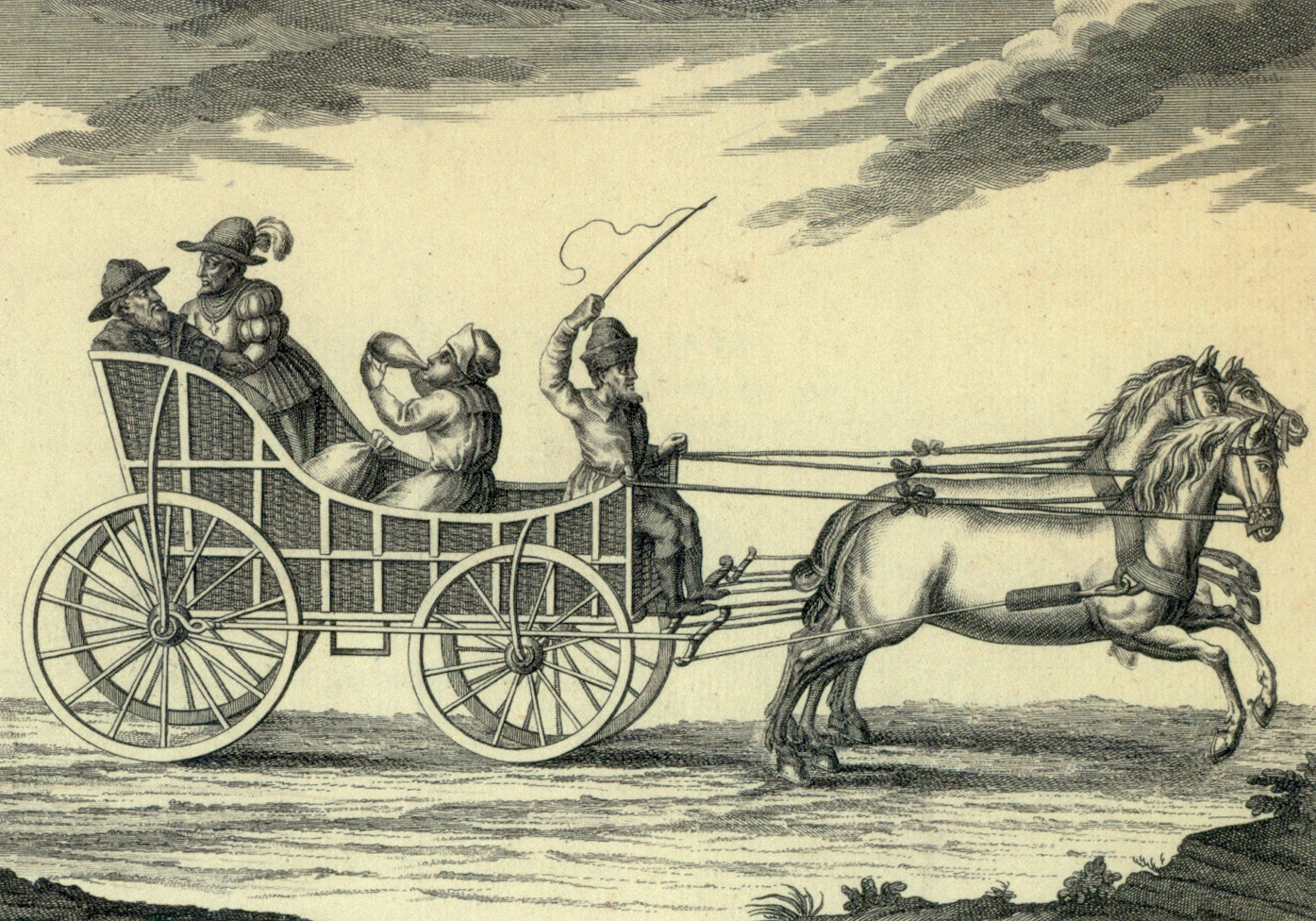
A magyar kocsi első hiteles ábrázolása, 1568

A kocsi lóvontatású jármű, eredetileg a szekérnek a 15. században Kocs községben kialakult változata. Könnyű, finom kidolgozása révén gyors és viszonylag kényelmes volt, ezért Európa-szerte elterjedt.
Azon kevés magyar szó közé tartozik, mely a nyugati nyelvekbe jutott (angol coach, német Kutsche, katalán cotxe, spanyol coche, olasz cocchio, flamand goetse, lengyel kocz, cseh kočár, szlovák koč, kočiar, ukrán коч, szerb кочије, szlovén kočíja, svéd kusk). A Kaukázus vidékén és Kis-Ázsiában pedig a könnyű szekeret „madzsarnak” nevezik.
Magyarországon a kocsigyártás fellendülése a 19. század közepén kezdődött. Az egyik legelső magyar ipari úttörő Kölber Jakab (1787–1843), kocsigyáros volt, aki Pesten már 1813-tól gyártott kocsikat. Fia, a híres Kölber Fülöp (1816-1902) kocsigyáros, Ferenc József-rend lovagja, a „Kölber Testvérek” cég tulajdonosa, vezérigazgatója, 1843-tól apja üzeme átvétele után tovább fejlesztette, és Magyarországon a külföldi behozatalt erősen le tudta szorítani.

## Kialakulása
A koczy szóalak első előfordulása 1469-ből való. A kocsi részletes leírását – 1518-as évszámmal – Sigmund von Herberstein adta.
Magyarországon az első kocsipostát Mátyás király rendeletére hozták létre, amikor 1485-ben a székhelyét az éppen meghódított Bécsbe helyezte át. A Bécs és Buda közötti úton 10 mérföldenként (kb. 38 kilométerenként) pihenőállomás (lóváltó) volt, az egyik éppen Kocs községben.
A postaútvonal a szekérgyártással már akkor is foglalkozó község számára nagy fellendülést jelentett, egyben ösztönzést adott a termék korszerűsítéséhez, fejlesztéséhez.
Az így kialakuló magyar kocsi a korabeli nehéz hintóval szemben igen könnyű és gyorsjárású volt. Természetes rugalmasságát nem felfüggesztésnek vagy rugózásnak, hanem a jól megválasztott faanyagok finom összedolgozásának köszönhette. A többféle rugalmas keményfából készült kerekek, kocsiderék, facsapok, faperselyek, fatengelyek csökkentették a rázkódást. Maga a vasalatlan kerék, bár könnyen tört, igen rugalmas volt.
A kocsizás a távolsági közlekedés mellett szórakozási célokat is szolgált, kedvelt mulatsággá vált a tehetősek körében. Ez is hozzájárult gyors fejlődéséhez, különböző variánsok kialakulásához. A kocsi nyugati elterjedését elősegítette a kólya-kocsi kialakulása, amelyből a hintók, a felfüggesztett karosszériájú díszes járművek fejlődtek ki.

## A kocsi Mátyás király idejében
A 15. századból már fennmaradtak leírások a korabeli kocsiról. 1426-ban a Magyarországon utazó itáliai követek Tatán két kocsit kaptak Ozorai Pipótól. Az egyikben a két követ, a másikban kíséretük utazott. Bertrandon de la Broquière francia utazó 1433-ban olyan kocsit írt le, amit egy ló húzott, fedett és könnyű volt, hátsó kereke magasabb volt, mint az első. A kocsitest és a tengelyek közé bőrszíjakat raktak a rugalmas felfüggesztés érdekében. Egy másik változatot három egymás mellett fogatolt ló húzott. A jobb oldalon a hátsó kerékhez egy rudat rögzítettek hámfával. A köteleket is bőrtokokkal védték a gyors kopástól. A küllők száma eltérő volt, a hátsó kerekek nagyobbak.
Magyarországon tudatában voltak a magyar kocsi külföldi népszerűségének, és már a 14. században számos helyre küldték ajándékként. A pápai udvar leltárában 1371-ben két kocsi (currus) is szerepelt, amit Magyarországról kaptak. A Jagelló-korban a vagyoni iratokban számos utalás maradt fenn a vasalt szekerekre. II. Ulászló magyar király három remek kivitelű, nyolc ló befogására alkalmas aranyozott hintót ajándékozott menyasszonyának 1502-ben.

## A paraszti kocsi

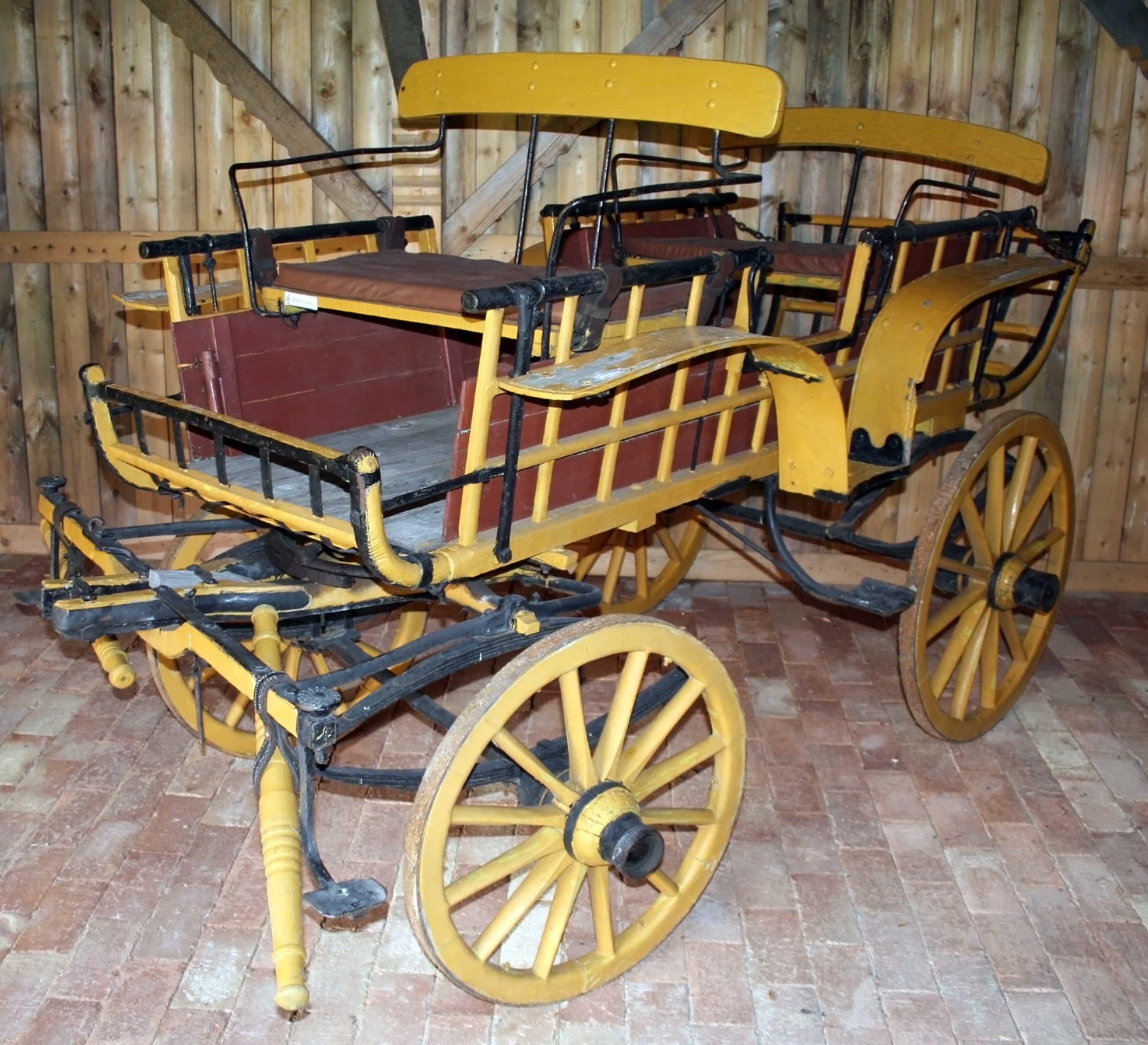
Kőrösi kocsi a Szatmári Múzeumban

A paraszti kocsi alváza éppen úgy két részből: kocsielőből és kocsiutóból áll, mint a szekér szekérelőből és szekérutóból. Oldalait is négy lőcs tartja, bár vannak olyan változatai is (a Dunántúlon, a Kisalföldön, Csallóközben), amelyeknek csak hátul van két lőcsük, elöl pedig két erős rakoncájuk. A kerekei is azonosak a szekér kerekeivel, csak feltűnően magasak (az Alföldön) és vékonyak. A kocsikra általában jellemző, hogy finoman megmunkált faalkatrészekből szerkesztették, és finomak a vas alkatrészeik is azért, hogy könnyűek, de ugyanakkor erősek is legyenek. A kocsik különösen az Alföldön, a tanyavilágban terjedtek el, és a legtöbb változatuk is ott alakult ki. Ennek az a magyarázata, hogy a tanyák messze esnek a falvaktól, városoktól, hosszú lenne onnan a begyaloglás – idő sincs rá –, de a piacra és a saját szükségletre szállítandó áru is több annál, hogy azt háton vagy kari kosárban be lehetne cipelni.
A Kárpát-medencében, az alföldi sík vidékeken mindenütt – az itt élő mindegyik népnél – megtalálható a kocsi valamelyik változata.
Vidékenként nagyon sokféle a kocsiknak nemcsak a típusa, hanem neve is, pl.: bőrös kocsi, bricska, cséza, dorozsmai kocsi, egri kiskocsi, görbe oldalú kocsi, győri kocsi, hintó, homokfutó, kocsiszekér, kőrösi kocsi, lébényi kocsi, nagyatádi kocsi, nyírségi rövid kocsi, somorjai kocsi, szanyi kocsi, vásárhelyi kocsi stb. Ezek az elnevezések bizonyos helyi típusokat, különleges felszerelésű, eredetű, rendeltetésű járműveket jelentenek, de legtöbbször a típus készítési helyét vagy a személyt, akiről a kocsit elnevezték.

## Fajtái

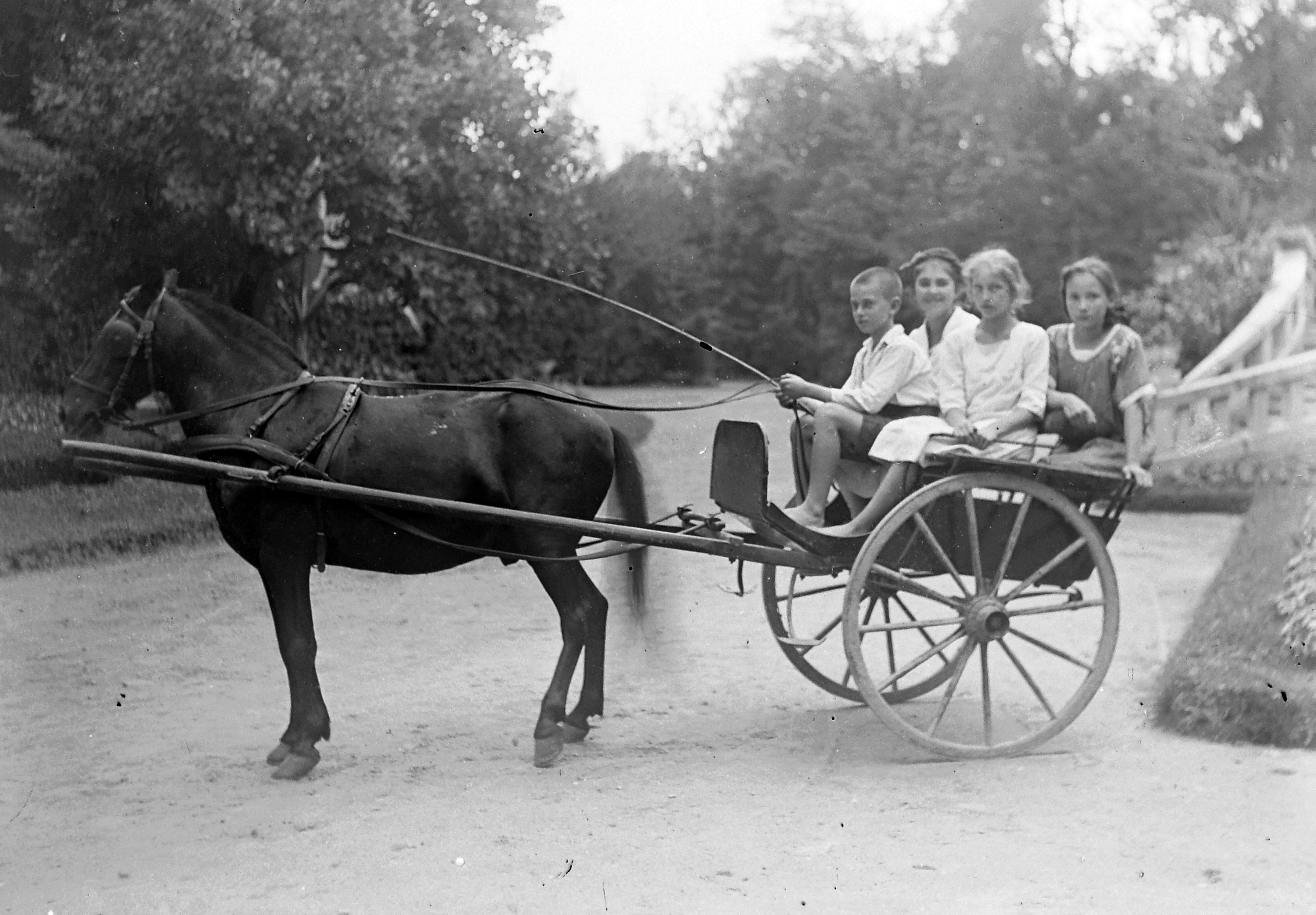
Taliga (1930)

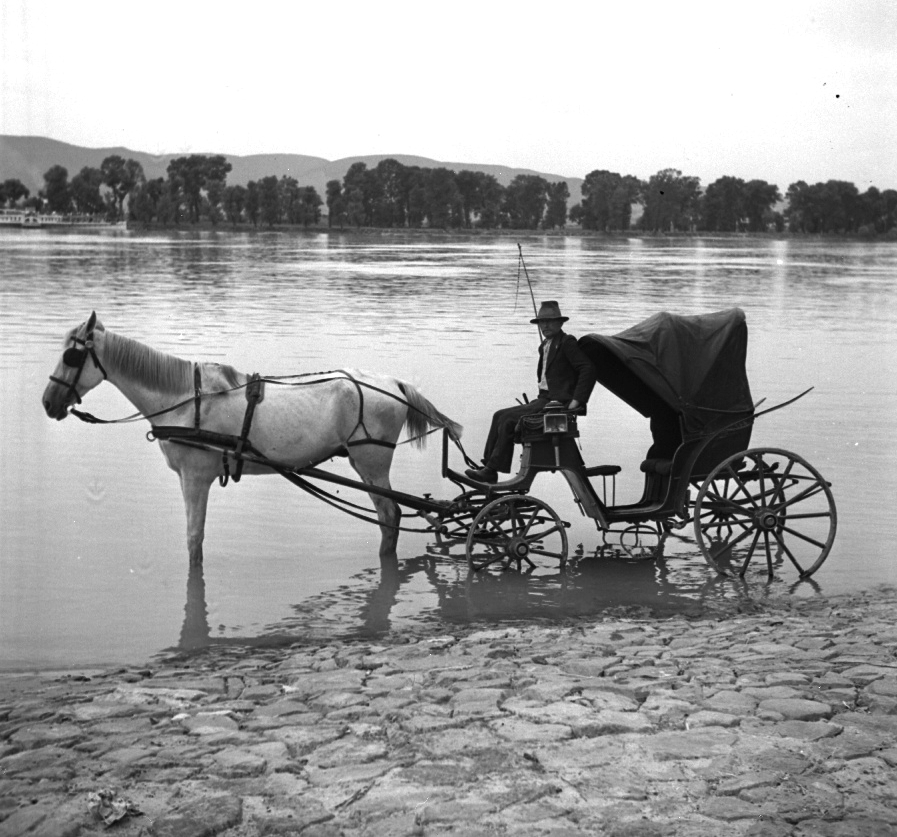
Konflis a Duna-parton (1938)

Taliga vagy talyiga az a kétkerekű szerkezetet, amelyet a ló két rúd közé fogva istráng segítségével húz. A teherszállításra használt kétkerekű neve kordé.
Bricska (lengyel szó, könnyű utazókocsit jelent: nálunk a könnyebb parasztszekereket is e néven nevezik. A magyar példányokon is négy személy fért el, beleértve a kocsist is, de nálunk csak rövid utakra használták. Fogatolására Magyarországon két lovat használnak, de vannak a bricskának kétrúdú, ún. ajonca változatai is, amelyekbe egy lovat fognak.)
Cséza (könnyű, lőcsös kiskocsi. Rendszerint utazásra használták a századfordulóig. Nevezték bőrös kocsinak is, mert ívszerűen meghajlított káváira kikészített ökörbőrfedelet is alkalmaztak. Kisebb volt a valódi bőrös kocsinál, általában két személy és a kocsis fért el rajta poggyászostól. Alváza mindenben azonos a kocsiéval. Utóbb azonban már rugósan készítették, merev karosszériával. Fogatolására két ló szolgált. Elterjedési területe: a Szilágyság, Bereg, Ung, Szabolcs, Zemplén és Sáros megye, valamint a Kisalföld volt.)

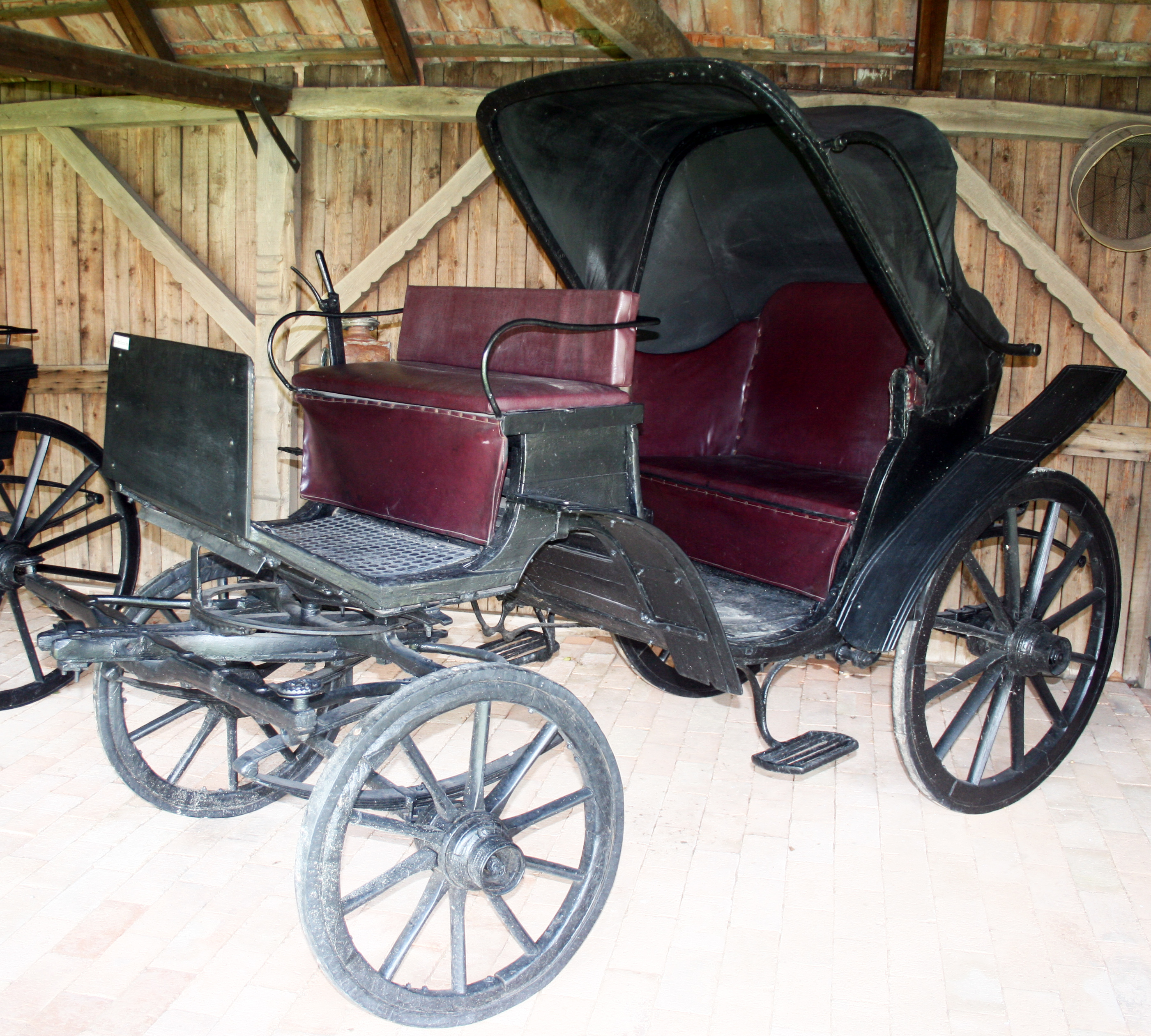
Kölber félfedeles hintó

Kólya (fedeles és mindenekelőtt utazásra, személyszállításra való könnyű, többnyire négykerekű jármű. Egyéb elnevezése: borított kocsi, bőrös kocsi, csuhadár-szekér. Valamilyen ernyővel lefedték, de nem mindig függesztették fel a karosszériáját, tehát a középkori kólyák még nem voltak hintók. Azok oldalait nem lőcsök támasztották, hanem rakoncák. Alvázuk ugyanolyan volt, mint a szekereké: volt nyújtójuk és olykor juha is a rúdszárnyakon (szekérágas). A kólyák azonban nem az egyrúdú talyigák, hanem a kétrúdúak („villás rúdúak”) összeszerkesztése révén lettek négykerekűek. A kétkerekű kólyák is kétrúdúak voltak. A kólya tehát nem tartozott a magyar szekerek szerkezetének elterjedési területébe. A Kárpát-medencében azonban erősen hatott rá az itteni szekér szerkezete, átvette annak az alvázát, de a lőcsöket többnyire nem. A kólya oldalai is görbék voltak, de enyhén homorúak, és jellemzőjük volt, hogy a szekérderék keskeny, ám hosszú volt, ellentétben a kocsival, amely széles és rövid derekú. A jármű kólya neve még a 17. században is élt, de akkor már kiszorulóban volt, s felfüggesztett és hintónak nevezett karosszériájú változatát használták. Szerepe nagy részét a kocsi vette át. Fedele, amely bőrből vagy vörös skarlátposztóból készült, még sokáig használatban maradt a kólyák átalakult változatán, a bőrös kocsikon.)
Bőrös kocsi (könnyű kocsifajta egyenes vagy görbe oldalakkal, lőcsökkel vagy rakoncákkal, magas kerekekkel, a kólya átalakult változata. Még a 18. században is széltében-hosszában használták. Mivel csak utazásra vették igénybe, ezért magasan ívelődő káváin, vízszintesen nyugvó orsóin tehénbőrből való ernyő, illetve fedél, a kocsiderékban (szekérderék) kas volt. Két oldalán egy-egy ajtó nyílt, amelyet rossz idő esetén bőrfüggöny zárt el. Az ajtóknál a bőrös kocsi oldalai sok esetben homorúan legörbültek, és ott sallangó, azaz fellépő lógott ki, hogy a be-kiszállást megkönnyítse. A kocsisnak vagy bent a bőr alatt volt helye, vagy nagyobb urak bőrös kocsijai esetében külön ernyő védte az esőtől. A bőrös kocsi fogatolására hármas vagy négyes lófogat szolgált (lófogatolás). A 19. század gazdasági fellendülése, a hintók és a sok másféle kocsi elterjedése a bőrös kocsit megszüntette, de a Balkánon, pl. Bulgáriában, rugós karosszériával, még 1965-ben is használták és ott a bőrös ernyőjét kocsijának nevezték.)

## Galéria

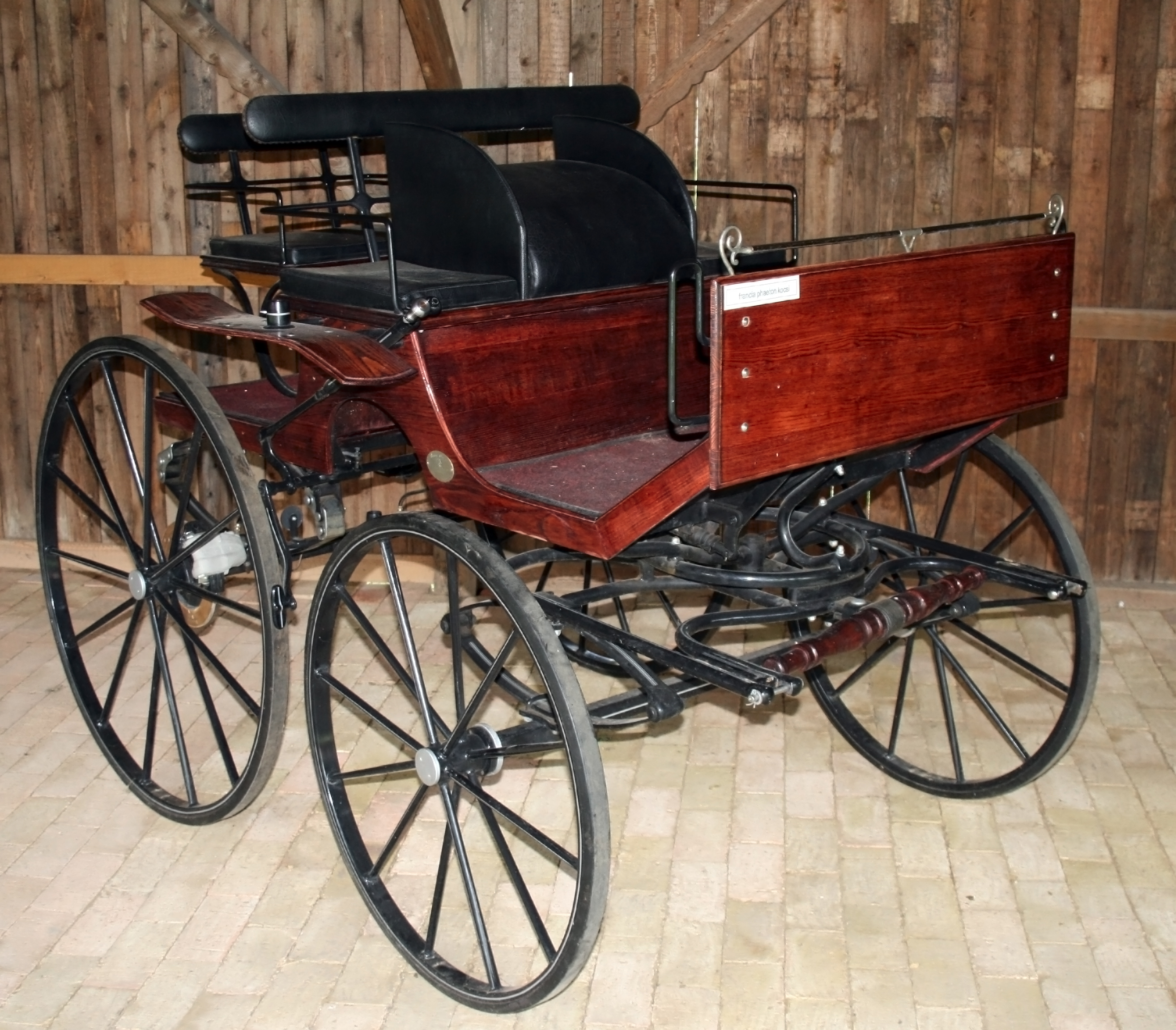
Francia phaeton kocsi
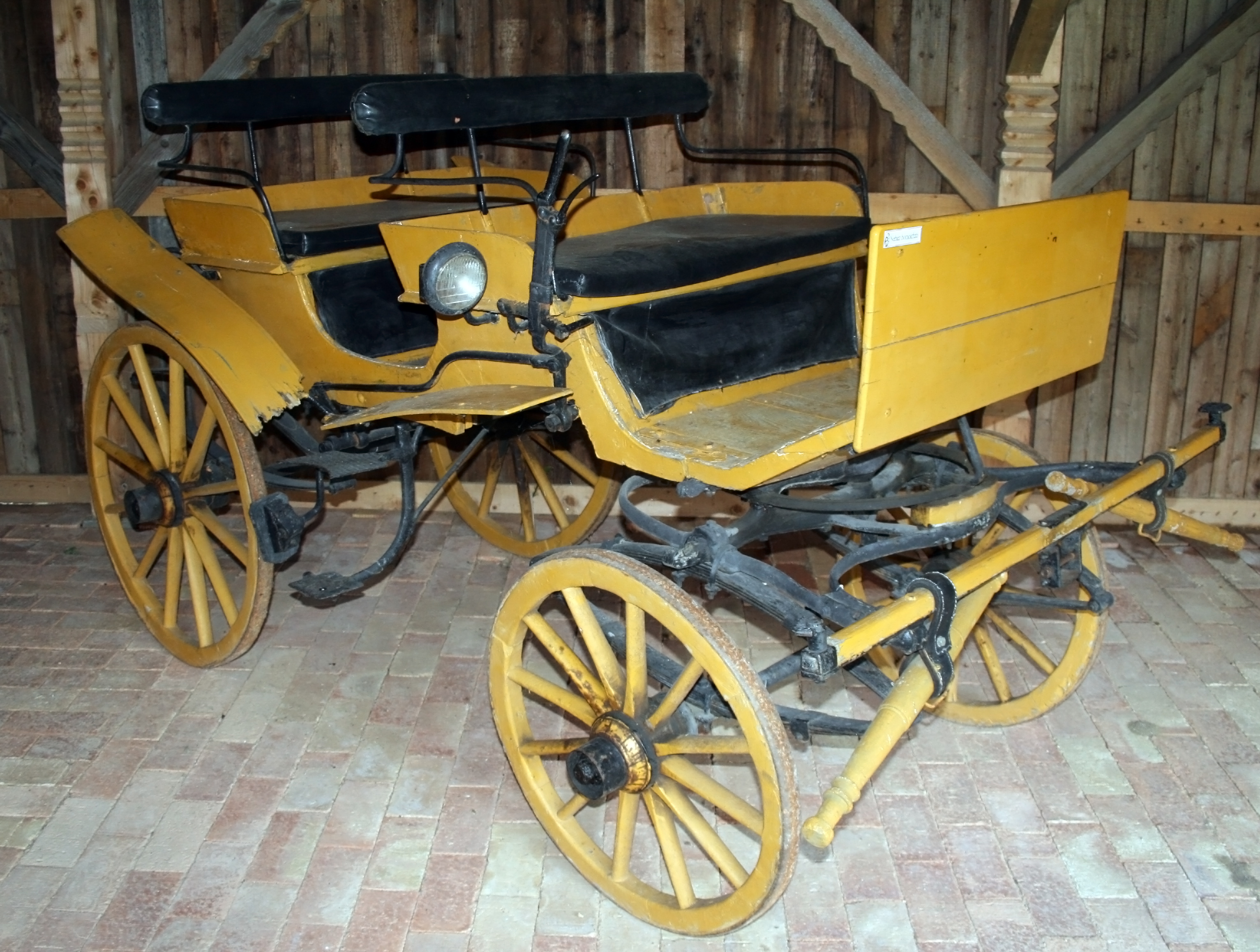
Nehéz homokfutó
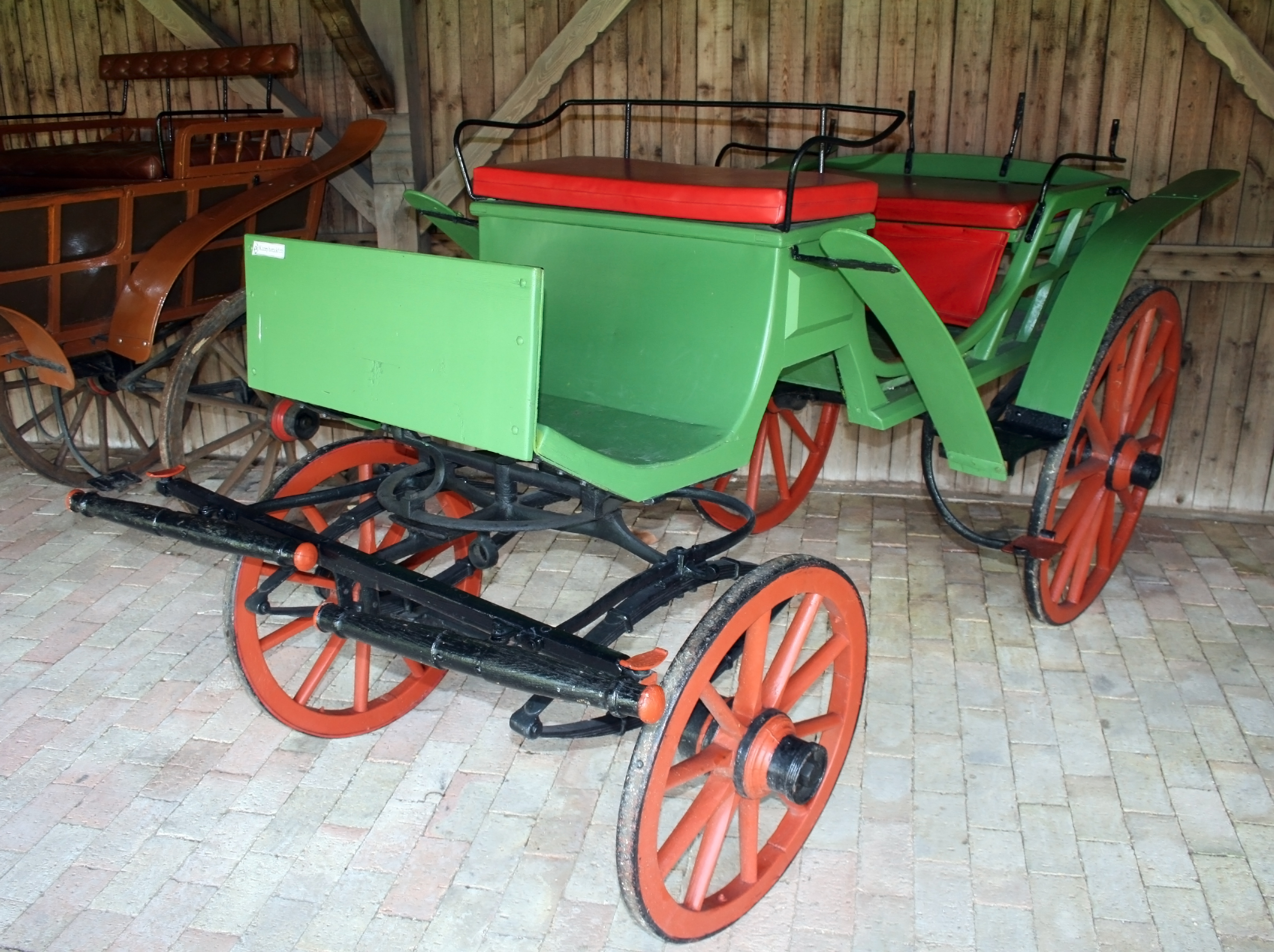
Közepes homokfutó
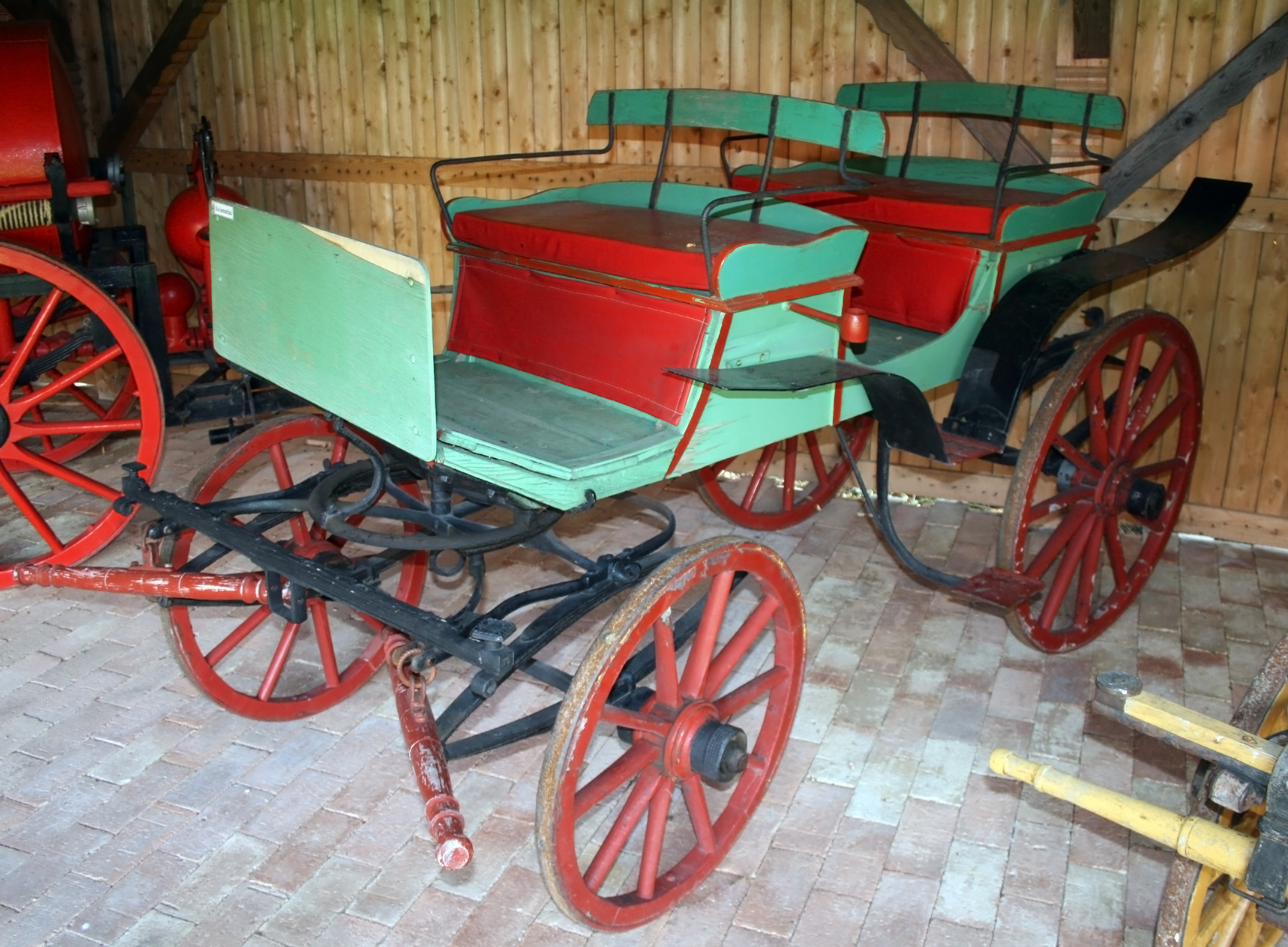
Kis homokfutó
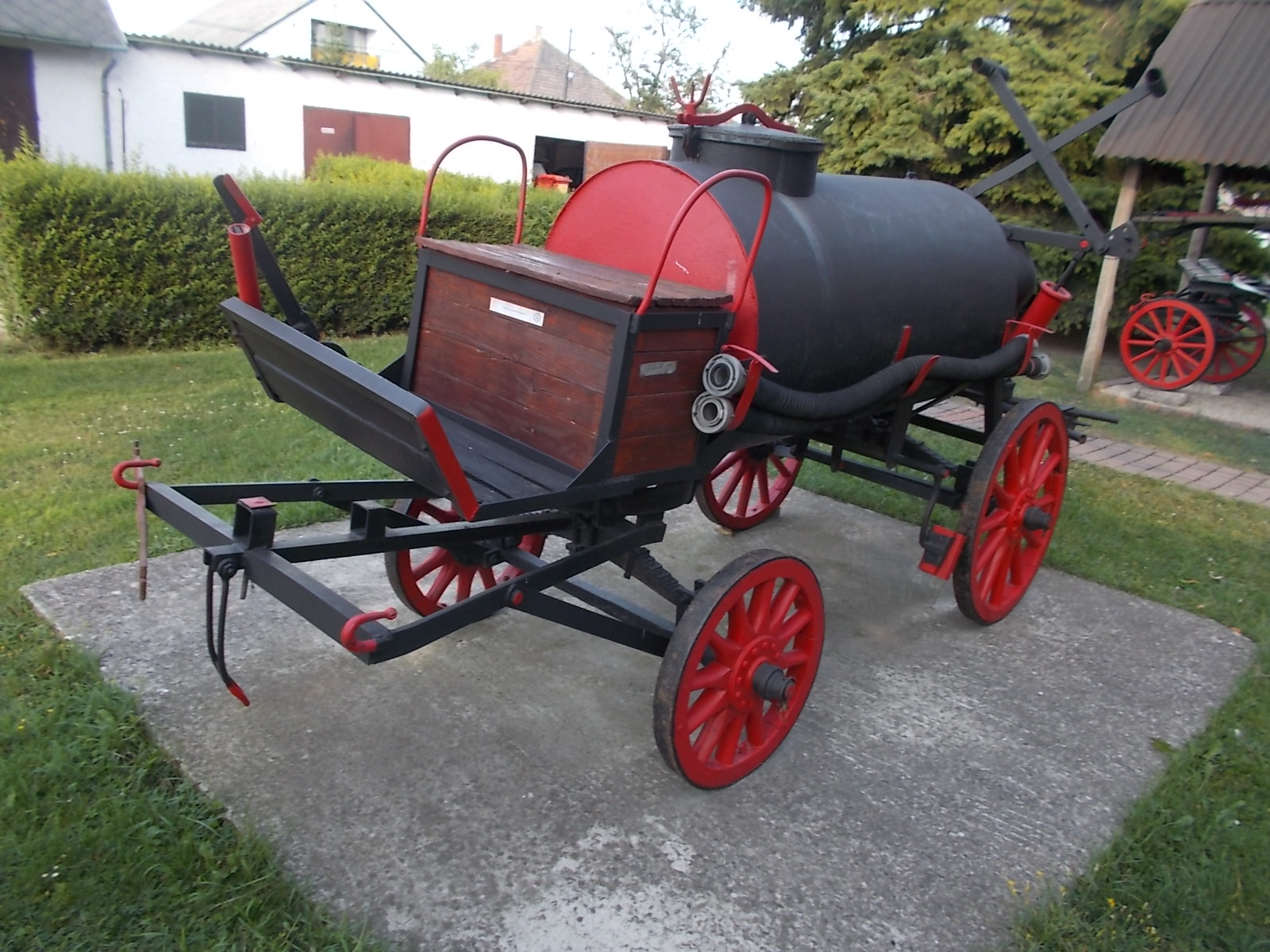
Lajtos kocsi

## A szó jelentésének kibővülése
Eleinte lófogatú kocsit értettek alatta. Mára jelentése kibővült, általában ’kerekes közlekedési eszköz’ jelentésben használják, például a vonat szerelvénye vasúti kocsikból áll (l. még: személykocsi, teherkocsi, motorkocsi). A személygépkocsit (autót) is nevezik így.